# Irina Ušakova
Irina Vasil'evna Ušakova (29 settembre 1954) è un'ex schermitrice sovietica, vincitrice di una medaglia d'argento nella scherma ai giochi olimpici.